# Valongo dos Azeites
Valongo dos Azeites es una freguesia portuguesa del concelho de São João da Pesqueira, con 4,48 km² de superficie y 262 habitantes (2001). Su densidad de población es de 58,5 hab/km².